# Kha Mỹ Vân
Kha Mỹ Vân (sinh ngày 21 tháng 8 năm 1989 tại Sài Gòn) là một người mẫu Việt Nam. Cô được biết đến nhiều khi đạt danh hiệu Á quân Vietnam's Next Top Model mùa 3. Ngoài ra, cô còn là người mẫu tiêu biểu khi phát triển sự nghiệp làm mẫu tại thị trường quốc tế như Hongkong, Singapore, Hàn Quốc, London, Paris và New York.

## Sự nghiệp

### 2010-2014: Sự nghiệp trong nước
Năm 2012, Kha Mỹ Vân đăng ký tham gia cuộc thi Vietnam's Next Top Model mùa 3 và xuất sắc đạt danh hiệu Á quân chung cuộc. Đây là thành tích giúp cô làm bệ phóng để phát triển sự nghiệp làm người mẫu. Sau khi rời khỏi cuộc thi, Kha Mỹ Vân là gương mặt được ưa chuộng với những bài thời trang, tạp chí và các sàn diễn trong nước.

### 2015-nay: Phát triển tại thị trường thời trang lớn
Đầu năm 2015, Kha Mỹ Vân chính thức bắt đầu phát triển sự nghiệp tại thị trường thời trang Milan, với sự trợ giúp của công ty quản lí beU Models, Kha Mỹ Vân ký hợp đồng với ICE Models. Sự nghiệp của cô bùng nổ khi xuất hiện trong hai tạp chí danh giá Switch Magazine  L’Officiel phiên bản Ý, đặc biệt là tạp chí Vouge Ý. Tiếp đó, cô là người mẫu Châu Á duy nhất được trình diễn trong tuần lễ thời trang danh giá Paris Haute Couture Fashion Week với hai show diễn của nhà thiết kế Julien Fournié trong vị trí mở màn và Serkan Cura. Chưa dừng lại ở đó, Kha Mỹ Vân vinh dự được xuất hiện trong teaser quảng bá của cuộc thi về người mẫu nổi tiếng America’s Next Top Model 2016.

## Thành tựu
- Á quân cuộc thi Vietnam’s Next Top Model mùa 3.
- Người mẫu của năm 2014 do F Magazine bình chọn.
- Từng là người mẫu trình diễn tại các thị trường thời trang lớn nhất thế giới New York, Paris, London, Milan.
- Kha Mỹ Vân là người thứ 2 hoàn thành tứ đại tạp chí Việt Nam.
- Từng xuất hiện trong teaser quảng bá  America’s Next Top Model 2016.[11]
- Người mẫu đầu tiên xuất hiện trên bìa tạp chí L'Officiel Vietnam 2 lần.
- Từng xuất hiện trên website mua sắm trực tuyến tại Milan.[12]

| Năm  | Giải thưởng       | Hạng mục                 | Kết quả |               |
| ---- | ----------------- | ------------------------ | ------- | ------------- |
| 2015 | ELLE Style Awards | Biểu tượng thời trang    | Đề cử   |               |
| 2016 | HTV Awards        | Người mẫu được yêu thích | Đề cử   | [ 13 ] [ 14 ] |

## Bìa tạp chí
| Năm  | Tạp chí                | Tháng | Ref    |
| ---- | ---------------------- | ----- | ------ |
|      | Mực tím                |       |        |
| 2013 | FAME                   |       |        |
| 2013 | Golf & Life            | 01    |        |
| 2013 | Heritage Fashion       | 03-04 |        |
| 2013 | Mốt                    | 08    |        |
| 2013 | Tiếp thị & Gia đình    | 08    |        |
| 2014 | Mốt                    | 08    |        |
| 2014 | Đẹp                    | 09    | [ 15 ] |
| 2014 | Elle Vietnam           | 11    | [ 16 ] |
| 2015 | Haper's Bazaar Vietnam | 11    | [ 17 ] |
| 2015 | L'Officiel Vietnam     | 11    | [ 18 ] |
| 2016 | Her World Vietnam      | 04    |        |
| 2016 | L'Officiel Vietnam     | 07    | [ 19 ] |
| 2017 | L'Officiel Vietnam     | 02    | [ 20 ] |

## Show diễn tiêu biểu
| Năm  | Vị trí     | Bộ sưu tập | Khuôn khổ                        | Nhà thiết kế/ Brand | Ref    |
| ---- | ---------- | ---------- | -------------------------------- | ------------------- | ------ |
| 2015 | first face |            | Paris Haute Couture Fashion Week | Julien Fournie      | [ 21 ] |
| 2015 | model      |            | Paris Haute Couture Fashion Week | Serkan Cura         | [ 10 ] |
| 2015 | model      |            |                                  | Meissen Couture     | [ 22 ] |
| 2016 | model      |            | Miami Swim Week                  | Myra                | [ 23 ] |
| 2016 | model      |            | New York Fashion Week            | Marc Bouwer         | [ 24 ] |
| 2016 | model      |            | Paris Fashion Week               | Adrian Runhof       | [ 25 ] |
| 2016 | model      |            | Paris Fashion Week               | ohnny Talbot        | [ 25 ] |
| 2017 | model      |            | Dubai Modest Fashion Week        | Zeina Ali           |        |
| 2017 | model      |            | Dubai Modest Fashion Week        | Miss Ayshe          |        |
| 2017 | model      |            | Dubai Modest Fashion Week        | Sarah Al Madani     |        |
| 2017 | model      |            | Dubai Modest Fashion Week        | Zaskia Sungkar      |        |
| 2017 | model      |            | Dubai Modest Fashion Week        | Ria Miranda         |        |
| 2017 | model      |            | New York Fashion Week            | Raul Penaranda      | [ 26 ] |
| 2017 | model      |            | New York Fashion Week            | Tracy Reese         | [ 26 ] |
| 2017 | model      |            | New York Fashion Week            | Carmen Marc Valvo   | [ 26 ] |